# 海德魏爾湖 (施泰因富特縣)
52°20′45″N 7°37′14″E / 52.34583°N 7.62056°E

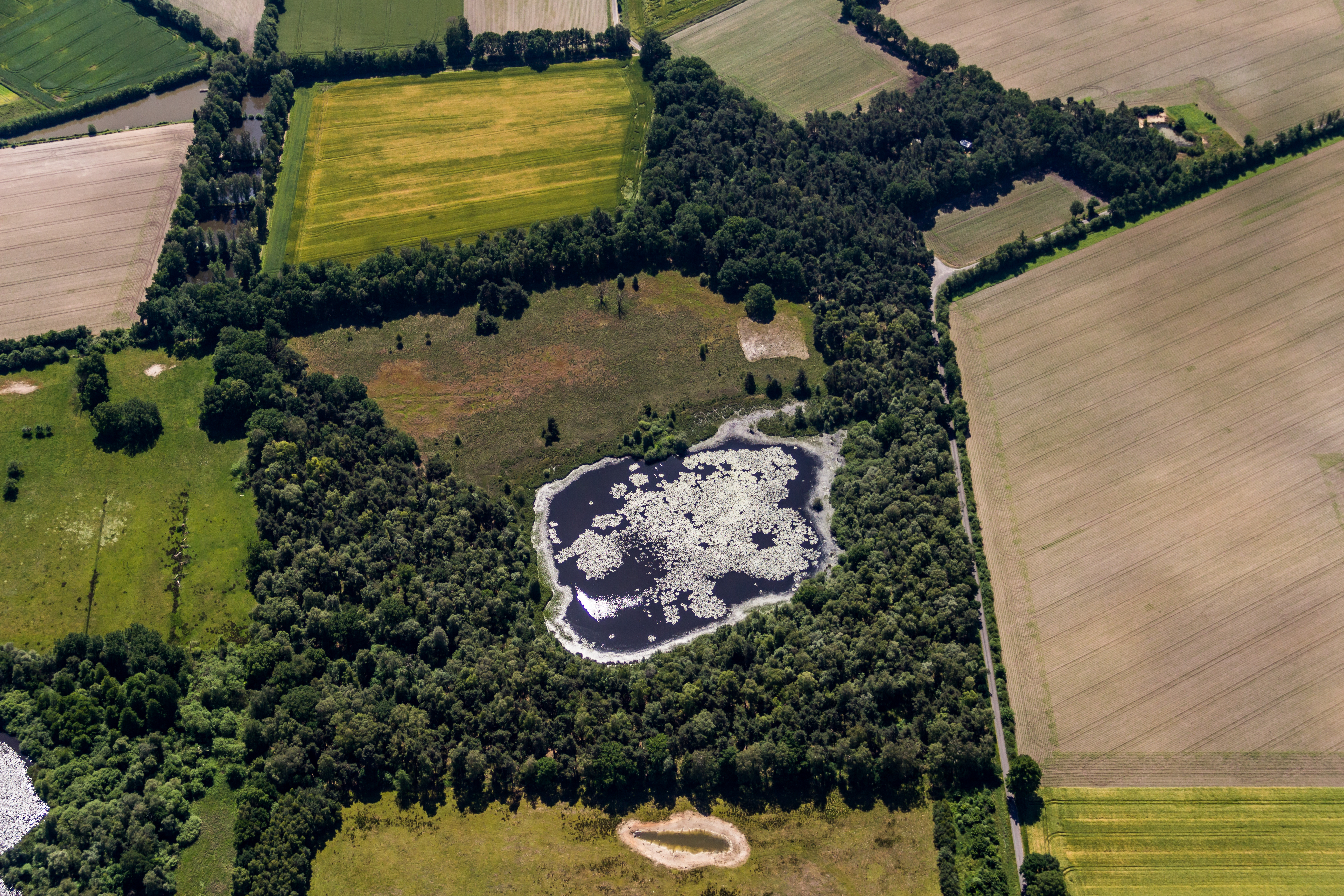

海德魏爾湖（德語：Heideweiher），是德國的湖泊，位於該國西部，由北萊茵-威斯特法倫州負責管轄，處於施泰因富特縣，面積0.02平方公里，海拔高度45米，最大水深1.4米。